# Десяткова класифікація Дьюї

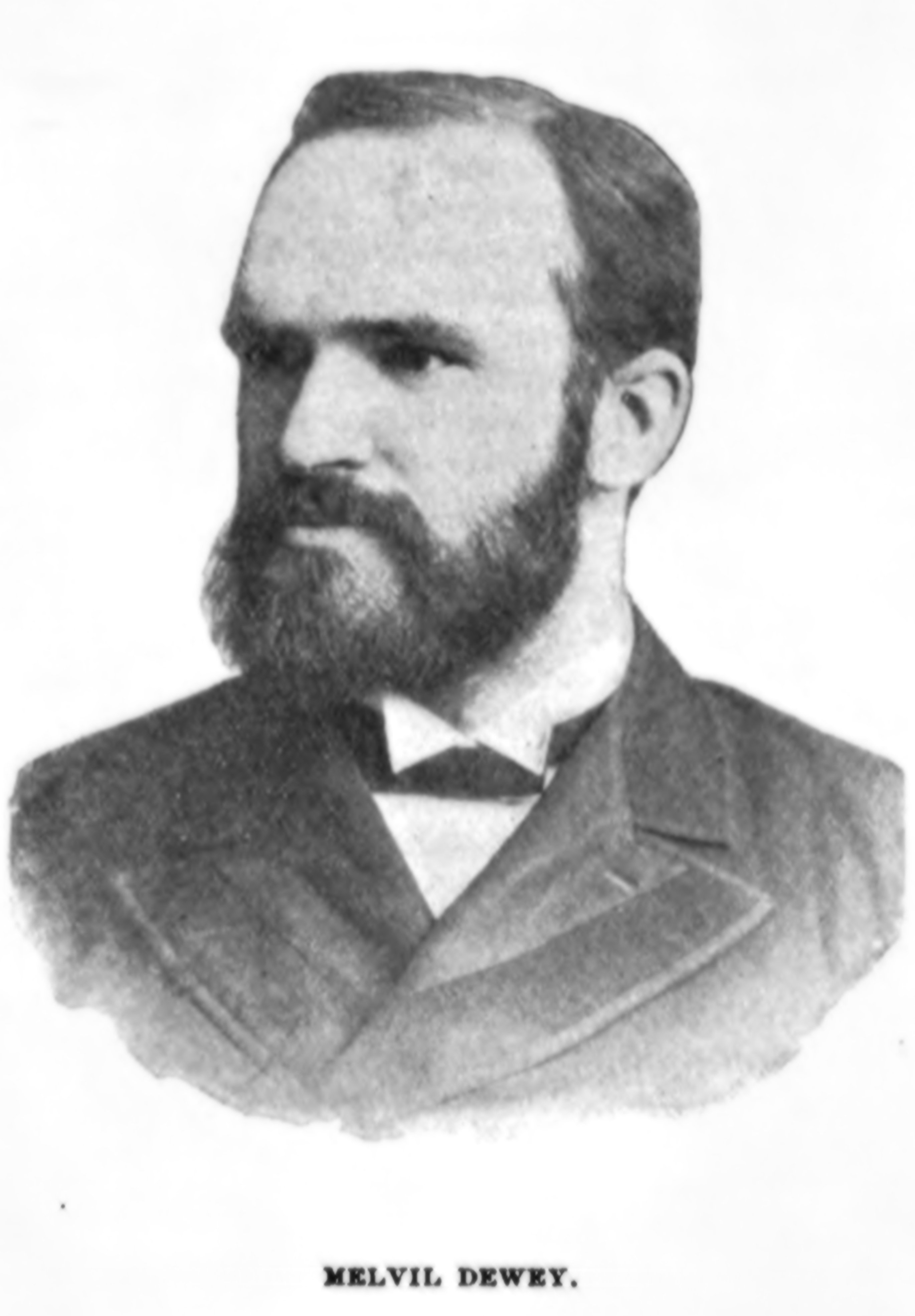
Мелвіл Дьюї

Десятко́ва класифіка́ція Дью́ї або ДКД (англ. Dewey Decimal Classification, DDC) — бібліотечна класифікація документів, використовується в модернізованому вигляді в основному у бібліотеках.
Десяткова класифікація Дьюї стала основою для складнішої Універсальної десяткової класифікації, продовживши при цьому самостійний розвиток. Створена у 1876 році Мелвілом Дьюї, дотепер ДКД зазнала серію модернізацій. Остання, 22 версія ДКД вийшла у 2004 р. У 1998 ДКД перейшла під управління міжнародної організації Online Computer Library Center (OCLC). За твердженням зацікавлених OCLC, ДКД використовується більш ніж 200 тис. бібліотеками по всьому світу.

## Основні ділення
Перший рівень ділення. десять основних класів
| 000 | Загальний клас                                   |
| 100 | Філософія та психологія                          |
| 200 | Релігія                                          |
| 300 | Суспільні науки                                  |
| 400 | Мова                                             |
| 500 | Природничі науки та математика                   |
| 600 | Техніка (прикладні науки)                        |
| 700 | Мистецтво. Образотворче та декоративне мистецтво |
| 800 | Література та риторика                           |
| 900 | Географія та історія                             |

## Див.також
- УДК — універсальна десяткова класифікація
- ББК — бібліотечно-бібліографічна класифікація
- Єдина класифікація літератури для книговидання
- Бібліографічна класифікація Блісса
- Classification Web